# اسماعیل جسمی
اسماعیل جسمی (انگلیسی: Ismael Al-Jasmi؛ زادهٔ ۲۵ ژانویهٔ ۱۹۸۹) بازیکن فوتبال اهل امارات متحده عربی است.